# 马里拉克
马里拉克是巴西米纳斯吉拉斯州的一个市镇。总面积164.123平方公里，总人口4285人，人口密度26.1人/平方公里。